# أندرو كينيث ووترمان
أندرو كينيث ووترمان (بالإنجليزية: Andrew Kenneth Waterman)‏ هو طيار بحري في الولايات المتحدة ‏ أمريكي، ولد في 20 ديسمبر 1913، وتوفي في 1942.